# روبرت هاردي كليلاند
روبرت هاردي كليلاند (بالإنجليزية: Robert Hardy Cleland)‏ هو محامي وقاضي أمريكي، ولد في 26 أبريل 1947 في سانت كلير في الولايات المتحدة.